# Viper (actrice pornographique)
Pour les articles homonymes, voir Viper.
Viper est le nom de scène de Stephanie Green (1959 - 2010), une actrice pornographique américaine, connue pour un important tatouage de serpent sur le corps, pour avoir été la cofondatrice de Fans of X-Rated Entertainment avec William Margold et Bill Margold.

## Biographie
Elle commence comme danseuse au « New Hampshire Ballet Company » de 1968 à 1976, puis une saison à l'American Ballet Theatre de New York.
En 1978, elle rentre dans l'armée United States Marine Corps pour 6 ans où elle arrive jusqu'au rang de caporal.
Viper est décédée le 24 décembre 2010, d'un cancer du poumon. Dans sa notice nécrologique, il était indiqué que, après avoir quitté Los Angeles, elle est retournée dans le New Hampshire où elle a travaillé comme styliste, également coiffeuse, et plus tard comme phlébotomiste.

## Récompenses
- 1990 : AVN Award du meilleur second rôle dans une vidéo (Best Supporting Actress - Video) pour Mystery of the Golden Lotus[2]